# Varzaneh
Varzaneh (farsi ورزنه) è una città dello shahrestān di Esfahan, nella Provincia di Esfahan.